# Португалия в Первой мировой войне

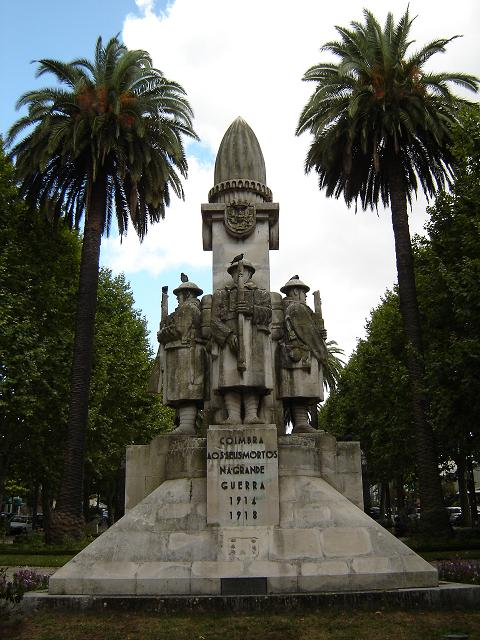
Монумент жертвам Первой мировой войны в Коимбре.

Португалия в начале Первой мировой войны сохраняла политический нейтралитет и не входила в военные союзы ни с одной из сторон, даже несмотря на многовековой англо-португальский альянс.
Однако тесные торговые отношения Португалии с Великобританией привели к тому, что Германия объявила этой стране войну с целью установить блокаду Соединённого королевства. Боевые столкновения между Германией и Португалией, в основном, проходили на море, на территории Франции, а также в португальской колонии Ангола.

## 1916 год
23 февраля. По требованию Великобритании Португалия задержала находившиеся в её портах немецкие суда.
9 марта. Германия объявила войну Португалии.
9 июня. На Экономической конференции Союзников приняли участие представители Португалии. В качестве условий мира было названо возвращение Эльзаса и Лотарингии (оккупированы с 1871 г.) в пользу Франции, а также мозамбикской территории Кионга (оккупирована Германией с 1894 г.) в пользу Португалии.
15 июля. Британское правительство официально предложило португальским войскам принять активное участие в военных операциях Союзников.
22 июля. Сформирован Португальский экспедиционный корпус (порт. Corpo Expedicionário Português, CEP) в составе 30 000 солдат под командованием генерала Жозе Нортона де Матуша.
7 августа. Парламент Португалии одобрил участие страны в войне в соответствии с предложением британского правительства. Войска Португалии включали в себя 55 000 солдат и 1000 артиллеристов, которые направлялись во Францию в количестве 4000 военнослужащих за каждый месяц. В действительности только первые две дивизии достигли Франции, так как основные усилия были направлены на транспортировку американских войск. Значительные силы были направлены в африканские колонии — Анголу и Мозамбик.
26 декабря. Правительство Франции попросило Португалию направить артиллеристов для создания от 20 до 30 батарей тяжёлой артиллерии.

## 1917 год
3 января. Соглашение с Великобританией об участии Португалии на Западном фронте, согласно которому войска CEP интегрировались в состав Британских экспедиционных сил (англ. British Expeditionary Force, BEF).
7 января. Создан Отдельный корпус тяжёлой артиллерии (порт. Corpo de Artilharia Pesada Independente, CAPI) в составе 25 батарей в соответствии с запросом Франции.

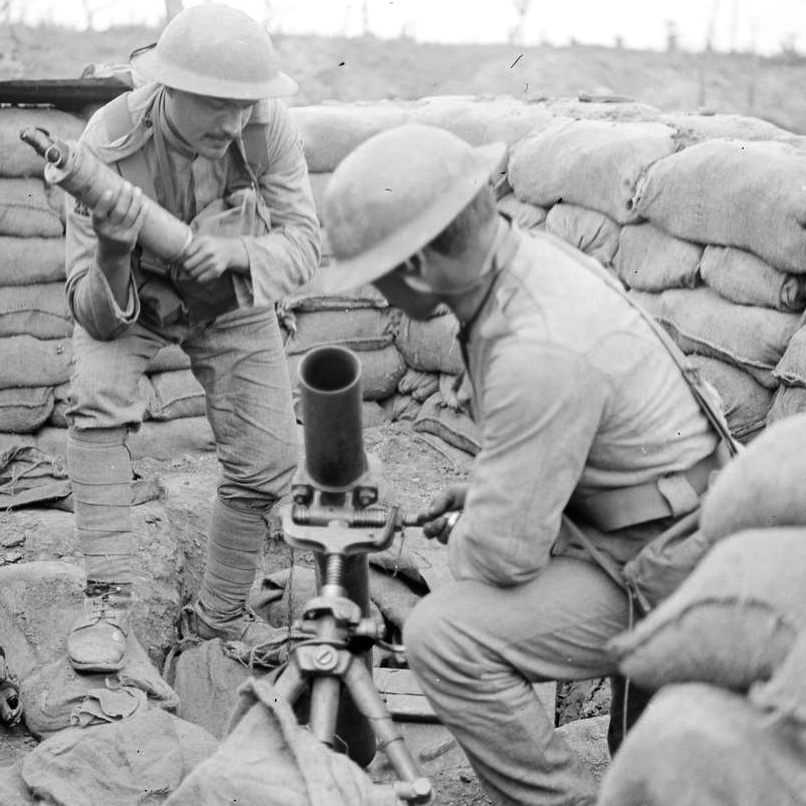
Португальские артиллеристы заряжают Миномёт Стокса.

2 февраля. Первый португальский контингент достиг французского порта Брест.
23 февраля. Во Францию направлен второй контингент CEP.
4 апреля. Первые боевые потери Португалии: убит рядовой Антониу Гонсалвеш Кураду.
30 мая. Первая пехотная бригада 1-й дивизии CEP заняла сектор в районе боя.
4 июня. Атака немцев на данный сектор.
16 июня. 2-я пехотная бригада заняла ещё один сектор в районе боя.
10 июля. 1-я дивизия CEP установила контроль в своих секторах и встала под командование британского генерала Ричарда Хэкинга.
23 сентября. Фронта достигла 4-я бригада (или Бригада провинции Минью) 2-й дивизии CEP.
17 октября. Во Францию прибыли первые артиллеристы по программе португальской поддержки.
5 ноября. Португальское командование полностью заняло свои сектора фронта.

## 1918 год
16 марта. Португальская артиллерия втянулась в боевые действия.
27 марта. Немецкие войска окружили португальцев, которые из-за нахождения на передовой понесли большие потери.
6 апреля. Плачевное состояние португальцев привело к тому, что британское командование решило направить обе дивизии в резерв. Однако атаки немцев заставили союзников отказаться от этих планов.

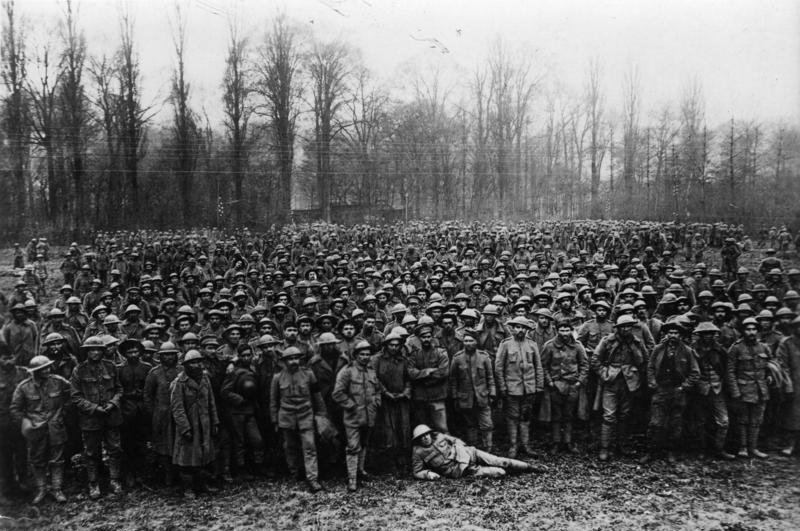
Португальские пленные в 1918 году.

9 апреля. Битва на Лисе. В результате немецкой артиллерийской атаки и наземных боевых действий полностью уничтожена 2-я дивизия, убиты 327 офицеров и 7098 солдат CEP, что составляло около 35 % общей мощи португальского корпуса. Оставшиеся в живых были направлены в резерв, либо интегрированы в состав британских войск. Во время этой битвы состоялось одно из самых героических действий в военной истории Португалии. Рядовой Анибал Мильяиш (позже прозванный как Soldado Milhões или «солдат, стоящий миллиона других») один с помощью лишь пулемёта защитил отступавших сослуживцев, что позволило им уйти от атаки и перегруппироваться. Когда закончились патроны, он покинул поле боя, по пути уничтожив несколько немцев на мотоциклах. После этого он блуждал, потерянный своим командованием и нашёлся лишь тогда, когда спас из топи одного шотландского майора, который привёл его в боевой лагерь союзников.
Июль. Генерал Томаш Антониу Гарсиа Розаду назначен новым главнокомандующим оставшихся войск CEP.
4 июля. 1-я дивизия CEP вошла в состав британской 5-й армии под командованием Уильяма Бидвуда.
25 августа. Генерал Гарсиа Розаду принимает командование подразделениями CEP во Франции.
14 октября. Вооружённый траулер «Аугусто де Кастильо» потоплен артиллерийским огнём германской подводной лодкой U-139.
11 ноября. Германия соглашается на мир по условиям Союзников. Война окончена.

## Итоги
В этой войне Португалия понесла следующие жертвы: 8145 убитыми, 13 751 ранеными, 12 318 пленными или пропавшими без вести. Немецкие субмарины потопили 80 португальских кораблей.
18 января 1919 года португальская делегация во главе с профессором Эгашем Монишем приняла участие в Мирной конференции во французском Версале. По её итогам был заключён Мирный договор, и Германия отказывалась от прав на порт Кионга в пользу Португалии.